# (24855) 1995 YM4
1995 واي أم 4 (ويعرف أيضًا باسم (24855) 1995 واي أم 4 وفق تسمية الكوكب الصغير) (بالإنجليزية: 1995 YM4)‏ هو كويكب ضمن حزام الكويكبات؛ وترتيبه 24855 من حيث الاكتشاف.
اكتُشف هذا الجُرم الفلكي بواسطة تاكيشي أوراتا ‏ في 22 ديسمبر 1995.

## وصلات خارجية
- (24855) 1995 YM4 في قاعدة بيانات مختبر الدفع النفاث لأجرام النظام الشمسي الصغيرة

- الاكتشاف · مخطط المدار ·  العناصر المدارية · المعلمات المادية

- (24855) 1995 YM4 على موقع ويكي سكاي: DSS2, SDSS, GALEX, IRAS, Hydrogen α, X-Ray, Astrophoto, Sky Map, Articles and images